# Bayeux (Frankrijk)
Bayeux is een Franse stad in het departement Calvados in de regio Normandië. De stad telde op 1 januari 2022 12.754 inwoners, die Bayeusins of Bajocasses worden genoemd.
Bayeux ligt ongeveer 270 km van Parijs en 31 km van Caen op een kleine 10 km ten zuiden van Het Kanaal. De stad is bekend om het Tapijt van Bayeux. In de stad staat een beroemde kathedraal.
In de gemeente ligt spoorwegstation Bayeux.

## Geschiedenis
In de 1e eeuw v.Chr. werd de stad gesticht door de Romeinen en kreeg van hen de naam Augustodurum. Het was de hoofdplaats van het gebied van de Baiocasses, een Gallische stam. Hoewel er ook vóór de komst van de Romeinen al bewoning was op deze locatie, zijn er geen aanwijzingen gevonden dat er sprake was van een Keltische stad vóór de Romeinse overheersing. Eind 3e eeuw werd de stad ommuurd vanwege de dreiging van binnenvallende Saksen. In de laat-Romeinse tijd heette de inmiddels belangrijke stad Civitas Baiocassium, liggend binnen de bestuurlijke eenheid met de naam Pagus Baiocensis (het huidige landschap Le Bessin).
In de Merovingische tijd werd de stad Baiocas genoemd en behoorde het tot Neustrië. In het jaar 890 wordt de stad door de Noormannen verwoest, maar de stad wordt al snel weer hersteld. In 960 liet hertog Richard I van Normandië een kasteel bouwen in Bayeux. In 1077 wordt, in opdracht van de bisschop Odon de Conteville, de halfbroer van Willem de Veroveraar, begonnen met de bouw van de kathedraal Notre-Dame. De stadsnaam was inmiddels verbasterd tot Bayeaux, waarbij de –x schijnbaar oorspronkelijk werd uitgesproken als –k(a)s. Later verkreeg de stadsnaam haar tegenwoordige spelling en uitspraak Bayeux.
Tijdens de Honderdjarige Oorlog werd Bayeux in 1450 belegerd door de troepen van koning Karel VII. In de 17e eeuw ontwikkelde zich kantnijverheid in de stad. In de 18e eeuw werden het kasteel en de stadsmuren afgebroken.
In de Tweede Wereldoorlog was Bayeux de eerste grotere plaats die op D-Day bevrijd werd. In de avond van 6 juni 1944 kwamen de eerste Britse troepen van Gold Beach aan bij de stad. Daar ondervonden zij geen weerstand van de Duitsers. Hierdoor bleef de stad de verwoestingen van straatgevechten bespaard. Op 7 juni werd de stad bevrijd. Op 14 juni hield generaal Charles de Gaulle zijn eerste toespraak in bevrijd gebied. De regering van het bevrijde Frankrijk zetelde enkele dagen in Bayeux en Bayeux werd voor die periode tot hoofdstad van het bevrijde Frankrijk verklaard.

## Bezienswaardigheden

### Tapijt van Bayeux
Bayeux is vooral bekend om het Tapijt van Bayeux. Het wandkleed verbeeldt het verhaal van de invasie in Engeland door Willem de Veroveraar en de daaropvolgende veldslag bij Hastings. Het wandkleed is zeventig meter lang en vijftig centimeter hoog. Eigenlijk is het geen wandkleed, maar een borduurwerk. Het wandkleed is te bezichtigen in het Centre Guillaume le Conquérant in Bayeux.

### Oude stad
Het middeleeuwse Bayeux was binnen de stadsomwalling verdeeld in drie delen: het kanunnikenkwartier met onder andere de kathedraal, de wijk van de burgerlijke macht waar ook de lagere adel huizen bezat en de wijk van de handelaars. Het kanunnikenkwartier was relatief groot en omvatte de kathedraal, de kapittelbibliotheek, het bisschoppelijk paleis en het paleis van de deken. Vooral in de 13e en 14e eeuw bouwden de kanunniken stenen gebouwen in de stad. Na de Honderdjarige Oorlog viel een groot deel van de landbouwinkomsten van het kapittel weg en stopte hun bouwwoede. De burgerlijke en rechterlijke macht was gevestigd rond het intussen verdwenen kasteel van Bayeux. De burgerij en de handelaars van Bayeux bouwden in de 15e en 16e eeuw rijke huizen.

### Musea
- Musée de la Tapisserie de Bayeux
- Musée mémorial de la Bataille de Normandie
- Musée d'Art et d'Histoire Baron Gérard (MAHB), gevestigd in het voormalig bisschoppelijk paleis

## Het bevrijdingsvuur
Bayeux heeft een sterke verbondenheid met Eindhoven. Beide werden in de Tweede Wereldoorlog als een van de eerste steden van hun land bevrijd door de geallieerden. Elk jaar organiseert de Stichting 18 September Festival een uitwisseling met Eindhovense scholieren en wielrenners die dan letterlijk en figuurlijk het bevrijdingsvuur in Bayeux gaan halen. De vlam wordt op 16 september in Bayeux aangestoken. Een groep Eindhovense wielrenners brengt vuur in 2 dagen op de fiets naar Eindhoven, waar het als onderdeel van het Bevrijdingsdefilé op het Stadhuisplein wordt ontstoken.

## Geografie
De oppervlakte van Bayeux bedroeg op 1 januari 2022 7,1 vierkante kilometer; de bevolkingsdichtheid was toen 1.796,3 inwoners per km².
De streek rond Bayeux wordt het Pays du Bessin genoemd. De Aure stroomt door de gemeente.
De onderstaande kaart toont de ligging van Bayeux met de belangrijkste infrastructuur en aangrenzende gemeenten.

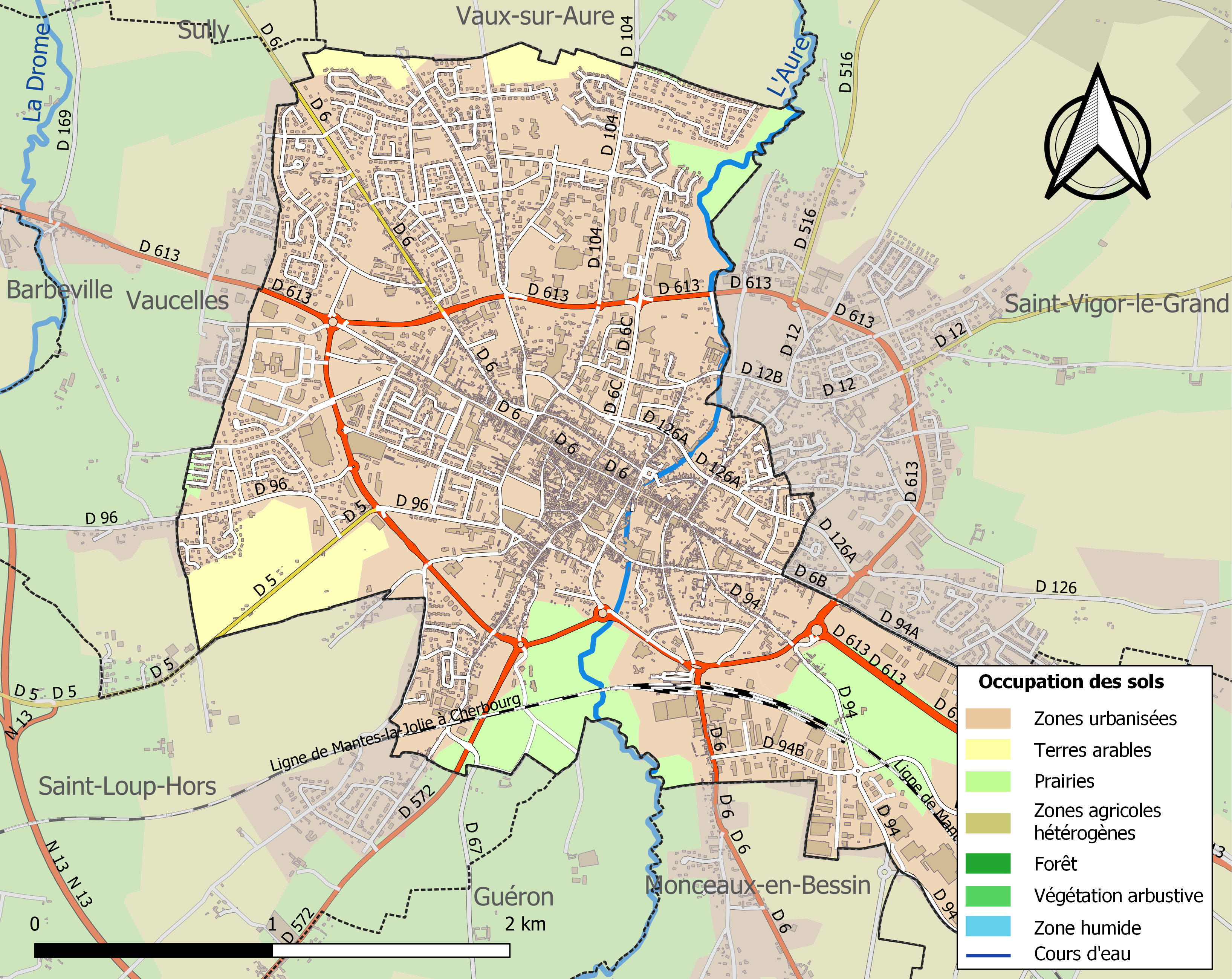

## Demografie
Onderstaande figuur toont het verloop van het inwonertal (bron: INSEE-tellingen).

Vanwege een beveiligingsprobleem met de MediaWiki Graph-software is het momenteel niet mogelijk deze grafiek weer te geven. Zodra de software is bijgewerkt zal de grafiek vanzelf weer zichtbaar worden.

## Sport
Bayeux is één keer etappeplaats geweest in wielerkoers Ronde van Frankrijk. Op 10 juli 2025 startte er de door de Ier Ben Healy gewonnen etappe naar Vire Normandie.

## Geboren
- Alain Chartier (ca. 1385-1430), dichter
- Marguerite Georges (1787-1867), toneelactrice
- Jean Grémillon (1901-1959), cineast
- Franck Dumas (9 januari 1968), voetballer en trainer
- Kévin Vauquelin (2001), wielrenner